# Francesco Ereddia
Francesco Ereddia (Tripoli, 8 dicembre 1947) è uno storico italiano che alla cultura greca e latina della sua formazione di base ha affiancato e fatto oggetto di partenza dei suoi studi e delle sue ricerche anche la storia politica, socio-economica e culturale (dall’età medievale alla moderna e contemporanea) della sua terra, inserita nel più ampio contesto nazionale ed europeo, e in parallelo i fermenti e dissensi religiosi dell’età medievale relativi all’Italia e alla Sicilia.
In questa direzione ha redatto numerose monografie e più brevi scritti critici, ma si è anche impegnato nella stesura di testi per il teatro e nella promozione e realizzazione di molteplici attività culturali.

## Biografia
Figlio di Natalina Basile e Carmelo Ereddia originari di Modica (Ragusa), deve la sua nascita a Tripoli (Libia) al fatto che il padre aveva combattuto come volontario nella campagna militare del 1935/’36 per la conquista dell’Etiopia, non per convinta scelta ideologica ma piuttosto come gesto di ribellione alla severa autorità paterna. Quella guerra aveva portato alla creazione della colonia dell’Africa Orientale che, unitamente alla Tripolitania e alla Cirenaica, andò a costituire la famigerata “quarta sponda” del sogno imperiale mussoliniano. Circa 120.000 italiani (veneti, ma in netta prevalenza siciliani, calabresi e abruzzesi) emigrarono nel nord Africa, così che Tripoli contò ben presto più di quarantamila immigrati italiani. Congedatosi alla fine di quella campagna e assunto, al pari di quasi tutti i reduci, quale dipendente della Compagnia Petrolifera Italiana, era rimasto in Libia e, richiamata dalla Sicilia la fidanzata Natalina, aveva messo su famiglia a Tripoli. Lì appunto dopo alcuni anni sarebbe nato Francesco.
Ma qualche anno prima della sua nascita, la situazione delle colonie italiane d’Africa era profondamente mutata. Con la battaglia di El Alamein (1942), infatti, in cui le truppe inglesi avevano battuto l’esercito italotedesco comandato dal celeberrimo generale Erwin Rommel, “la volpe del deserto”, la Libia e le altre regioni erano passate sotto il controllo delle truppe alleate angloamericane.
Fu così che tra la fine degli anni Quaranta e i primissimi Cinquanta, gli italiani immigrati in Libia in questo secondo dopoguerra ebbero un periodo molto difficile, contrassegnato dall’abbandono di tutte le loro proprietà e dalla forzata emigrazione verso le terre d’origine. Anche la famiglia Ereddia fece rientro forzato in Italia e, dopo un breve periodo di peregrinazioni e permanenze in alcuni campi profughi (prima a Conegliano Veneto e poi a Termini Imerese), poté rientrare a Modica.
Usufruendo della riserva di posti garantita ai profughi d’Africa, dopo qualche anno il padre ottenne un impiego presso gli uffici comunali della vicina Vittoria, dove la famiglia (che nel frattempo, dopo il rientro in Italia, si era arricchita di due sorelle e un fratello) si stabilì definitivamente. Fra i ricordi di Francesco scolaro delle elementari in quegli anni Cinquanta c’è quello di un’estrema povertà diffusa in questo estremo lembo della cuspide meridionale della Sicilia e degli aiuti americani (latte in polvere, burro, indumenti e materiale di cancelleria) messi in atto dal famoso piano Marshall finalizzato alla ricostruzione degli Stati europei, ai quali vennero elargiti in quegli anni ben 14 miliardi di dollari dell’epoca.
Dopo la morte prematura del padre nei primissimi anni Sessanta, pur tra le conseguenti difficoltà economiche della famiglia (mentre il Paese conosceva il celebre “miracolo o boom economico”), riesce ad iscriversi al liceo classico. Sono gli anni dello studio appassionato del latino e del greco, intervallato dalla composizione di poesie e racconti adolescenziali e, soprattutto, dalla lettura di grandi scrittori quali Bassani, Cassola, Pasolini e Sciascia. Fondamentali per il giovane sono gli scritti di quest’ultimo, con la rappresentazione del volto autentico e drammatico (soprattutto a causa dell’arretratezza economica e culturale e della mafia) della Sicilia e della sua cultura, al di là degli stereotipi fascisti e postfascisti di «sciuri, sciuri» allora dominanti. Partecipa inoltre in quegli anni a un concorso sulla Resistenza indetto dall’Amministrazione cittadina comunista: al suo componimento viene assegnato come premio un libro, La Resistenza italiana di Giampiero Carocci. Quello scritto (con la sua commovente appendice di lettere dei condannati a morte della Resistenza) gli apre il mondo della più recente storia cruciale italiana, facendogli maturare una formazione ideologica antifascista e di sinistra.
Nel 1966 consegue la maturità classica col massimo dei voti e si iscrive a Lettere classiche all'Università di Catania. Erano quelli gli anni della contestazione giovanile studentesca culminata nel tanto mitizzato Sessantotto, ma non si lascia coinvolgere particolarmente: guarda con un po’ di perplessità e diffidenza, infatti, alle occupazioni delle università, promosse e organizzate da giovani leader di estrema sinistra e di estrazione prevalentemente borghese, e agli scontri tra le fazioni opposte, orientandosi però verso un rifiuto dell’uso della violenza praticato soprattutto dai gruppi di estrema destra. Nel ’67 scrive di getto una poesia dedicata alla morte di Che Guevara che, mescolando la sua formazione cattolica di base con le nuove istanze ideologiche di rinnovamento sociale, paragona alla crocifissione di Cristo. Nel ’68 si iscrive al PCI.
Si laurea nel ’71 con 110/110 discutendo una tesi sulle traduzioni leopardiane degli idilli greci di età ellenistica. In quello stesso anno sposa Anna Maria (dal matrimonio nasceranno tre figli, Cristiano, Emiliano e Francesca) e ottiene l’incarico per l’insegnamento di Lettere latine e greche nel liceo “R. Cancellieri” di Vittoria.
Gli anni Settanta sono caratterizzati per Ereddia da un impegno oscillante fra l’insegnamento liceale, improntato da una parte alla didattica dell’antico propugnata dalla cultura alternativa affermatasi nel periodo della contestazione, e dall’altro all’attività politica, che lo porterà nel ’75 all’elezione a consigliere comunale nelle liste del PCI e nel ’78 all’incarico di assessore alla cultura, e agli studi e alle ricerche sulla Sicilia.
La lettura della Corda pazza di Sciascia – una raccolta pubblicata nel ’70 di brevi ma intensi saggi su uomini, eventi, atteggiamenti socio-culturali e sentimenti della Sicilia dal Cinquecento al Novecento -  lo suggestiona al punto che mette in scena  nel ’77 con un gruppo di studenti liceali come interpreti uno spettacolo teatrale dal titolo originario di Birritti e cappedda (che diventerà Sicilian Graffiti nella versione teatrale realizzata dal regista Costantino Carrozza con attori professionisti, fra i quali il noto cuntastorie Ciccio Busacca). Attraverso i canti e i cunti della più antica tradizione veniva messa in scena la storia della Sicilia dalla Guerre del Vespro alla morte del bandito Giuliano, dalle rivolte popolari del Seicento allo sfruttamento dei  carusi delle zolfare, dal “delitto d’onore” della baronessa di Carini alle misere condizioni di vita dei braccianti, dallo sbarco dei Mille guidati dalla leggendaria figura di Garibaldi all’intervento dei picciotti di baroni e mafiosi nel processo di annessione dell’isola al Regno d’Italia.
Frattanto, l’incontro dialettico tra il cristianesimo di fondo della sua formazione cattolica e il materialismo marxiano lo spinge a studiare con interesse il medioevo e le tensioni socio-religiose di quell’età, caratterizzata dai movimenti ereticali più diversi e dalla reazione della gerarchia ecclesiastica culminante nella nascita dell’Inquisizione romana. Nasce così nel 1979 il saggio antologico Religiosità e società medievale. Giullari, eretici e mistici per i tipi della milanese Casa editrice Principato.
Né abbandona lo studio della classicità, alimentato peraltro dalla prassi scolastica quotidiana. Nasce così, in collaborazione con il grecista Virgilio Lavore, un’antologia di autori latini per il biennio delle superiori, Mondo antico, pubblicata nell’81, che conoscerà numerose edizioni e ristampe fino alla fine degli anni Ottanta. «Il presente ha un cuore antico»: partendo da questo aforisma del politico e poeta senegalese Léopold Sédar Senghor, ideologo della “negritudine”, il libro si proponeva di trattare, attraverso lo studio linguistico degli autori latini, una più ampia e articolata problematica storica della civiltà antica in tutte le sue implicazioni rivisitate alla luce del presente.
In quegli anni Ottanta si impegna in una molteplice attività di promozione culturale. Riaperto il teatro comunale – un gioiellino in stile neoclassico, realizzato dalla borghesia vittoriese nell’ultimo quarto dell’Ottocento, chiuso dal dopoguerra per lavori di restauro –, quale responsabile della sua gestione Ereddia realizza una serie di stagioni teatrali con le maggiori compagnie di giro nazionali. Con la sua ulteriore attività di corsi di recitazione e di mattinate teatrali con spettacoli riservati ai bambini e ai giovani delle scuole di ogni ordine e grado, in breve il teatro di Vittoria diventa un apprezzabile polo di attrazione per tutto il territorio ibleo e oltre.
Introducendo e diffondendo in questo centro periferico della Sicilia meridionale - ricco  economicamente per la sua produzione di ortaggi in serra, ma povero di libri e di arte – il concetto di attività alternative per il tempo libero, il teatro diventa anche spazio deputato per un’ampia attività di promozione culturale articolata in conferenze, incontri di studio e dibattiti, tenuti da esponenti di spicco del mondo accademico di Catania e Palermo, su tematiche relative alla Sicilia in campo letterario, storico e archeologico.
Personalmente in quegli anni Ottanta Ereddia tiene conferenze sulla latinità e sui miti dell’antica Grecia nella tragedia, nella lirica e nelle pitture vascolari, e scrive anche ‘azioni sacre’ di ispirazione medievale, una delle quali rappresentata lungo le vie del centro storico cittadino in occasione del Venerdì Santo del 1988. Certi contrasti e conflitti con l’establishment politico, tuttavia, troppo attento al consenso elettorale nonché affetto dalle inevitabili gelosie e invidie interne, lo spingono a dimettersi da ogni carica e incarico. Si butta allora a capofitto sulla sua attività di studio e di ricerca. Nasce così il saggio I servi dell’Anticristo. Dissidenti ed eretici nell’Italia medievale, pubblicato dall’editore Mursia di Milano nel 1986: nei conflitti fra gerarchia ecclesiastica e intellettuali dissidenti, perseguitati ed emarginati quali ‘eretici’, si trova adombrata anche l’esperienza personale dell’autore.
Negli anni Novanta si assiste, da un lato, al ritorno dello studioso ai temi a lui cari della cultura classica: nasce così un’antologia epica dai poemi di Omero e di Virgilio, Il mito, l’uomo, la storia, pubblicato dalla Marietti di Milano nel 1993.
Le indicazioni didattiche ministeriali di quegli anni, per quanto riguarda l’insegnamento dell’italiano nel biennio delle medie superiori, proponevano una lettura di testi letterari non solo di epoche recenti ma anche del passato «che porti alla ‘scoperta’ della letteratura come rappresentazione di sentimenti e situazioni universali, con l’obiettivo di cogliere il rapporto tra l’opera letteraria e il contesto culturale e storico generale in cui essa si situa». L’opera, infatti, per rispondere a queste indicazioni, era divisa in parti tematiche (il sentimento religioso, la condizione della donna, la visione della natura, la guerra, etc.) capaci di portare gli studenti dalla superficie dei poemi epici ai motivi via via più profondi di essi e di avvicinarli a numerosi aspetti della realtà umana non solo del passato, ma di tutti i tempi, collegando così e saldando strettamente passato e presente.
In quello stesso decennio cura per un’emittente televisiva privata una rubrica settimanale, «La Memoria», con la quale si proponeva, attraverso l’ausilio di video, di offrire una rassegna di canti e cunti della tradizione siciliana, per far cogliere, attraverso la indubbia dignità letteraria del dialetto, la sua potenza espressiva a rappresentare momenti storici, tensioni sociali e sentimenti, dall’amore al senso della vita e del tempo, dall’ansia religiosa al fatalismo, etc.
In questa direzione, inoltre, pubblicava nel 1995 per un settimanale di Messina una serie di articoli su molteplici aspetti della letteratura siciliana (da Brancati a Vittorini, da Sciascia a Bufalino) e sulle autorevoli ‘ragioni’ del dialetto. Una serie di conferenze, inoltre, e di presentazioni di cataloghi d’arte e libri aveva il suo centro propulsore negli approfondimenti dei temi relativi al mondo classico greco-romano, ai dissidi socio-religiosi d’età medievale e alla narrativa siciliana sospesa tra realtà e memoria.  Nel ’98, infine, metteva in scena un profilo biobibliografico di Giacomo Leopardi, Lo Gnomo e il Folletto, attraverso la rappresentazione teatrale di testimonianze sul poeta e dei suoi ‘idilli’ più significativi.
Nel 1999 lascia l’insegnamento e si dedica con maggiore impegno ai suoi studi.
Gli anni del Duemila sono caratterizzati da un progetto pluriennale realizzato da esperto esterno, come attività didattica complementare presso gli Istituti scolastici secondari di secondo grado, e avente come oggetto il Patrimonio linguistico, storico, letterario e culturale della Sicilia. Attraverso video e brani musicali tratti soprattutto dalla letteratura popolare si offriva un quadro della storia dell’isola, della valenza del dialetto, della storia   e dell’immaginario collettivo.
Nel contempo, in collaborazione con l’Amministrazione comunale cittadina, svolge lunghe ricerche presso gli archivi storici nazionali siciliani (soprattutto la Sezione di Modica dell’Archivio Storico di Ragusa, dove sono custoditi importantissimi documenti a partire dal Quattrocento), per ricostruire momenti, uomini ed eventi del passato e, in particolare, la storia del territorio di Vittoria a partire dall’antica colonia greca di Camarina, di cui la cittadina iblea era erede diretta. Il tutto si traduce nei quattro volumi di Vittoria. Storia e tradizione e nella rivista quadrimestrale di storia, società e cultura  «I Quaderni del Museo».
La sua attenzione adesso è rivolta soprattutto alla presenza di eretici ed ebrei nel territorio ibleo a partire dall’età medievale e alla strage di Modica del 1474.  Nasce da queste ricerche una monografia pubblicata da Sellerio nel 2009, Ebrei, luterani, omosessuali e streghe nella contea di Modica.
Passo dopo passo questa tematica storica arriva ad allargarsi fino a comprendere tutto il processo di sviluppo materiale e spirituale della civiltà occidentale, che trova nel Mediterraneo centrale e dunque nella Sicilia il punto d’incontro delle radici culturali e religiose di essa tramite le migrazioni, con conseguenti rapporti e scambi materiali e spirituali, dei cosiddetti “popoli del Libro”, che avevano cioè i capisaldi della loro fede fissati ab antiquo in testi sacri.
Nel 2020 viene pubblicato da Tipheret, Gruppo Editoriale Bonanno, Il crogiuolo dello spirito. Cristiani, Musulmani, Ebrei al centro del Mediterraneo. Dalle divinità greche e romane ai riti e ai culti egizi, dalla magia e dall’interpretazione astrologica delle stelle ai veggenti “sognatori”, dai profeti alle società esoteriche, dai ‘misteri’ greci alla setta del Mar Morto con la figura misteriosa del Maestro di Giustizia e l’attesa di un Messia, dai cristiani ai musulmani, dagli ebrei ai cabbalisti.
I suoi saggi si trovano non solo presso le principali biblioteche nazionali italiane, ma anche presso le biblioteche delle più importanti università europee ed extraeuropee (v.  WorldCat Identities).

## Opere

### Saggistica
- Religiosità e società medievale, Principato, Milano 1979.
- Mondo antico (in collab. con V. Lavore), Principato, Milano 1981.
- I servi dell’Anticristo. Dissidenti ed eretici nell’Italia medievale (archiviato dall'url originale il 10 agosto 2020), Mursia, Milano 1986, 2008².
- Il mito, l’uomo, la storia, Marietti, 1993.
- Vittoria, Storia e tradizione in quattro volumi: 
  1. I caratteri originari (2004)
  2. La contea di Modica e i feudi Cammarana, Boscopiano e Dirillo (2005)
  3. Economia e società nella contea di Modica. La colonizzazione ipparina (2007)
  4. «Reaedificetur Camarina». Ragioni economiche e suggestioni culturali nella fondazione di Vittoria (2009)
- Ebrei, luterani, omosessuali e streghe nella contea di Modica, Sellerio, Palermo 2009.
- Il crogiuolo dello spirito. Cristiani, musulmani, ebrei al centro del Mediterraneo, Tipheret, Gruppo Editoriale Bonanno, Acireale 2020.

### Testi teatrali
- Graffiti di Sicilia (1977).
- Messia ritrovato (1983).
- L’ultimo sigillo (1988).
- ¡Que viva Trinacria! (1998).
- Lungo la via dolorosa. Azione sacra in 14 quadri (2022)

### Saggi critici

#### Conferenze e presentazioni di cataloghi d'arte e libri
- Letteratura e Resistenza (1975).
- Latinità e modernità (1978).
- «I vortici di Scilla»: mito e realtà nell’antica Grecia (1987).
- Catarsi e propaganda politica nella tragedia greca (1988).
- Storia ‘politica’ e storia ‘organica’ (1988).
- Realtà e mito tra parola e immagine (1989).
- L’utopia del Paradiso Terrestre fra dissidenza religiosa e protesta sociale (1990).
- Quale “uomo di cultura”? (1991).
- L’arte ovvero l’alba del mondo (1994).
- Il Giardino del Tempo (1995).
- La didattica dell’antico: miti, figure e voci del passato (1995).
- La figura di Ulisse da Dante a Saba (1996).
- Il  Tesoro di Cammarana di V. Lavore: la narrativa siciliana fra realtà e memoria (1997).
- Lo Gnomo e il Folletto: Leopardi fra pessimismo, protesta e solidarietà (1998).
- Quel ‘Gattopardo’ che c’è in noi (2001).
- Quali libri di storia? Un progetto didattico pluridisciplinare per la scuola dell’autonomia (2001).
- L’arte ovvero l’uomo-merce disvelato (2008).
- La nascita di Vittoria come rifondazione dell’antica Camarina (2012).
- Agrotown di Sicilia: Vittoria dal cerasuolo al liberty (2016).
- Passato e presente fra storia e politica (2017).
- "Ninfe e donne mortali nella religiosità greca di Camarina (2021)
- "Un progetto per la rinascita culturale e turistica di Vittoria (2021)
- "Santa Lucia fra devozione religiosa e culto popolare (2021)
- "La Sicilia al tempo delle guerre". Testimonianze letterarie di Ignazio Buttitta, Luigi Pirandello, Leonardo Sciascia, Gesualdo Bufalino, Vincenzo Consolo. (2022)

#### Articoli apparsi nel 1995 sul settimanale messinese «Centonove»
- Una legge sui beni culturali in Sicilia
- La festa, il rito, il ritrovarsi.
- La Sicilia dei caffè letterari.
- Leonardo Sciascia, sul Gattopardo e dintorni.
- Il fascino sottile dei ricordi.
- Le ragioni del dialetto.
- Barocco di Sicilia.
- Natale: mito, rito, festa o trasgressione?
- A colloquio con Gesualdo Bufalino: i Greci e l’irrazionale.
- La Sicilia nel cinema.
- Gallismo e dongiovannismo nella tradizione letteraria siciliana.

#### Articoli per la rubrica settimanale
- Delle cose di Sicilia. Uomini e fatti senza tempo (archiviato dall'url originale il 1º ottobre 2020)., 2016-’17).
- Funerali e posti d’onore nella contea di Modica. (archiviato dall'url originale il 30 settembre 2020)
- Un viceré di ferro: Marcantonio Colonna e «los ricos delinquentes». (archiviato dall'url originale il 14 agosto 2020)
- «Che i tributi sieno pagati a misura degli averi di ciascheduno». (archiviato dall'url originale il 3 agosto 2020)
- ‘Latitanti’ eccellenti nella contea di Modica: Michelangelo Merisi detto il Caravaggio.
- A proposito di cultura: nani e giganti in Sicilia e dintorni.
- Aprile 1607: da Camarina alla «nuova terra della Vittoria».
- Chiaramonte: il «barone dei contadini» e le ‘parti’ di carnevale.
- I cavalieri di Malta in Sicilia: difensori della cristianità o altro?
- Donna Vittoria Colonna e Scipione Celestre contro gli illeciti amministrativi.
- Cosimo Cannata da Ispica, l’eretico giustiziato…dopo morto!
- Crisi agraria, immigrazione e banditismo nella contea di Modica.
- Dalla «A» di Azzara alla «Z» di Zisa: gli ebrei della contea di Modica.
- «Porre un argine agli abusi e all’ingordigia»: 1818, una mozione consiliare per i lavoratori di Vittoria.
- Diavoli e streghe negli Iblei. (archiviato dall'url originale il 25 settembre 2020)
- Il dopoguerra a Vittoria, ovvero «il sonno della ragione genera mostri». (archiviato dall'url originale il 5 dicembre 2022)
- A proposito della nascita di Vittoria: feudatari ragusani vs contadini comisani.
- Jihād e jizya nella Sicilia islamica: fra guerra santa e tolleranza religiosa.
- I ‘misteri’ di Camarina. (archiviato dall'url originale il 4 agosto 2020)
- La Sicilia ‘greca’ riscopre le sue antiche radici.
- Vittoria, Natale dell’Ottocentonove: quel neonato di nome Labriola. (archiviato dall'url originale il 3 dicembre 2022)
- L’antivangelo degli ‘eretici’ iblei.
- Palermo liberty tra luci e ombre. (archiviato dall'url originale il 3 dicembre 2022)
- Passato e presente: la storia, la memoria e il ‘Grande Fratello’.
- Cicli di vita e riti di morte: la Sicilia, le donne e la «Grande Madre».
- «Io vivo nel popolo e col popolo»: Pitrè e gli altri nella Sicilia postunitaria.
- Quel Venerdì Santo del 1859 a Vittoria. (archiviato dall'url originale il 21 settembre 2020)
- Passato e presente: dalla storia alla politica andata e ritorno.
- 1838: nasce la ‘rotabile’ Vittoria-Scoglitti. (archiviato dall'url originale il 26 settembre 2020)
- Scicli, 1542: un «contratto di pace» fra cristiani ed ebrei.
- Sicilia barocca: la morte, l’amore, la Fenice. (archiviato dall'url originale il 21 settembre 2020)
- Dall’occupazione alleata a Portella della Ginestra: separatisti, mafiosi e banditi. (archiviato dall'url originale il 26 settembre 2020)
- Teatralità della morte nella Sicilia spagnola.
- Il testamento di Scipione Celestre, «hautor de la Vittoria».
- La contessa Vittoria Colonna contro i ‘familiari’ del Sant’Uffizio. (archiviato dall'url originale il 21 settembre 2020)
- Vittoria dopo la Grande Guerra: un monumento per i prigionieri austro-ungarici. (archiviato dall'url originale il 29 settembre 2020)
- Dopo lo sbarco anglo-americano: la ripresa della vita civile a Vittoria. (archiviato dall'url originale l'8 dicembre 2022)
- Vittoria e la «Siènia» degli ebrei.

| Controllo di autorità | VIAF (EN) 46791701 · ISNI (EN) 0000 0000 8124 8059 · SBN CFIV051710 · LCCN (EN) n86060073 · GND (DE) 1236226119 · J9U (EN, HE) 987007280832805171 |